# Öbälen
Öbälen är en sjö i Västerviks kommun i Småland och ingår i Marströmmens huvudavrinningsområde. Sjön är 21,2 meter djup, har en yta på 0,652 kvadratkilometer och befinner sig 30 meter över havet. Sjön avvattnas av vattendraget Bälöbäcken.

## Delavrinningsområde
Öbälen ingår i det delavrinningsområde (638310-153982) som SMHI kallar för Mynnar i Maren. Medelhöjden är 40 meter över havet och ytan är 14,05 kvadratkilometer. Det finns ett avrinningsområde uppströms, och räknas det in blir den ackumulerade arean 45,31 kvadratkilometer. Bälöbäcken som avvattnar avrinningsområdet har biflödesordning 2, vilket innebär att vattnet flödar genom totalt 2 vattendrag innan det når havet efter 1,8 kilometer. Avrinningsområdet består mestadels av skog (77 %). Avrinningsområdet har 0,88 kvadratkilometer vattenytor vilket ger det en sjöprocent på 6,3 %.